# Kanazava Hirosi
Kanazava Hirosi japán válogatott labdarúgó.

## Pályafutása

### A válogatottban
1934 májusában, amikor Kanazawa a Kiotói Egyetem hallgatója volt, bekerült a japán válogatottba a manilai 1934-es távol-keleti bajnokságra. Ezen a versenyen május 13-án mutatkozott be a Holland Kelet-Indiák elleni mérkőzésen. Május 15-én a Fülöp-szigetek elleni találkozón is játszott. 
A japán válogatottban összesen 2 mérkőzésen szerepelt.

## Statisztika
| Japán válogatott | Japán válogatott | Japán válogatott |
| Időszak          | Mérk.            | gól              |
| ---------------- | ---------------- | ---------------- |
| 1934             | 2                | 0                |
| Összesen         | 2                | 0                |